# Carbó
|  | Per a altres significats, vegeu «Carbó (família romana)». |

El carbó (del llatí carbo) és una roca sedimentària d'origen orgànic, de color negre o marró fosc, format a través d'estrats rocosos anomenats vetes de carbó. El carbó és principalment carboni amb quantitats variables d'altres elements, principalment hidrogen, sofre, oxigen i nitrogen. Es fa servir principalment com a combustible fòssil pel seu elevat poder calorífic gràcies al fet que té un contingut majoritari de carboni. Els carbons es poden classificar pel percentatge en carboni que contenen, que està relacionat amb el percentatge d'humitat i d'impureses, i així hom distingeix entre torba, lignit, hulla i antracita. L'antracologia és l'estudi dels carbons vegetals.

## Composició

Estructura molecular d'un carbó

L'element carboni apareix en el carbó en un percentatge superior a 50% en pes i en un 70% en volum. L'aigua o humitat interior és variable i prové de la que va quedar atrapada durant el procés de la formació del carbó.
Altres constituents del carbó són la matèria mineral (silicats diversos) i minerals carbonatats (siderita, calcita i aragonita). La pirita és un mineral amb sofre molt comú en els carbons. Hi ha petites quantitats de metalls, com el ferro, urani, cadmi i, en quantitats molt minses, or.
El metà és un gas que es troba a les mines de carbó i pot ser l'origen de perilloses explosions en mines subterrànies. En aquest context específic se li sol anomenar grisú.

## Origen del carbó

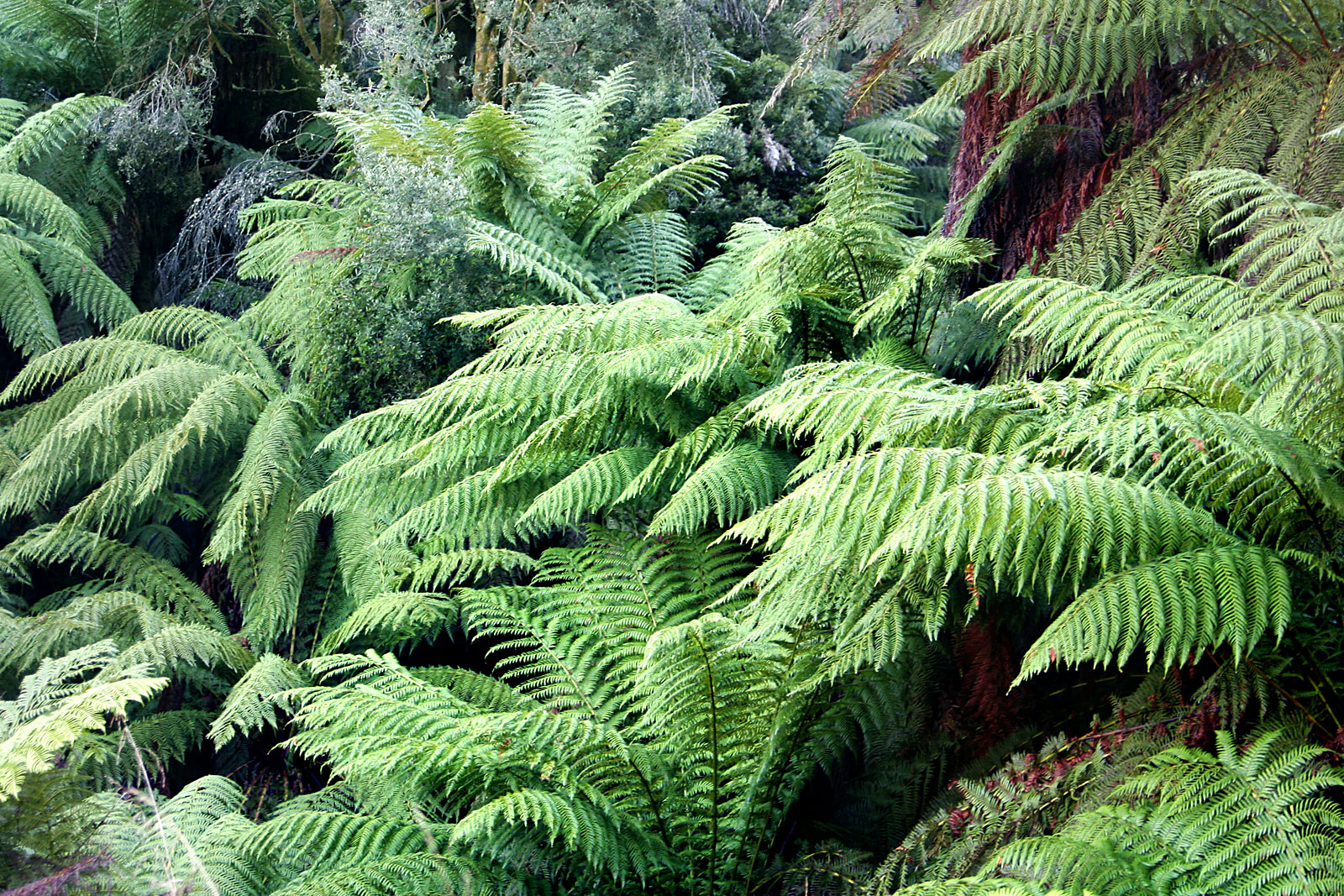
El carbó es va formar a Europa a partir de falgueres i altres vegetals

Es creu que la major part del carbó actual es formà durant el carbonífer (fa 280 a 345 milions d'anys) de l'Era Primària. També en el Permià, Triàsic i Juràssic es van formar grans dipòsits. En el Cretaci es va formar lignit. Actualment hi ha formació de torba a les torberes.
El carbó d'Europa, Àsia, i Amèrica del Nord es va formar principalment en el carbonífer a base de vegetació tropical.
El carbó de l'hemisferi sud es va formar amb vegetació de clima fred (tundra). Les plantes antigues a través dels canvis geològics van quedar compactades, endurides, alterades químicament i experimentant un procés de metamorfosi per l'alta temperatura i la pressió.
El carbó de l'hemisferi nord es va formar en ecosistemes d'aiguamolls anomenats boscos carbonífers. En morir les plantes i acumular-se en medis aquàtics amb poc oxigen (medis anaerobis) pateixen una degradació bacteriana. Per a la formació de carbó cal que aquestes condicions tinguin una durada suficient de temps, i sense erosió en condicions sedimentàries.

## Primers usos com a combustible

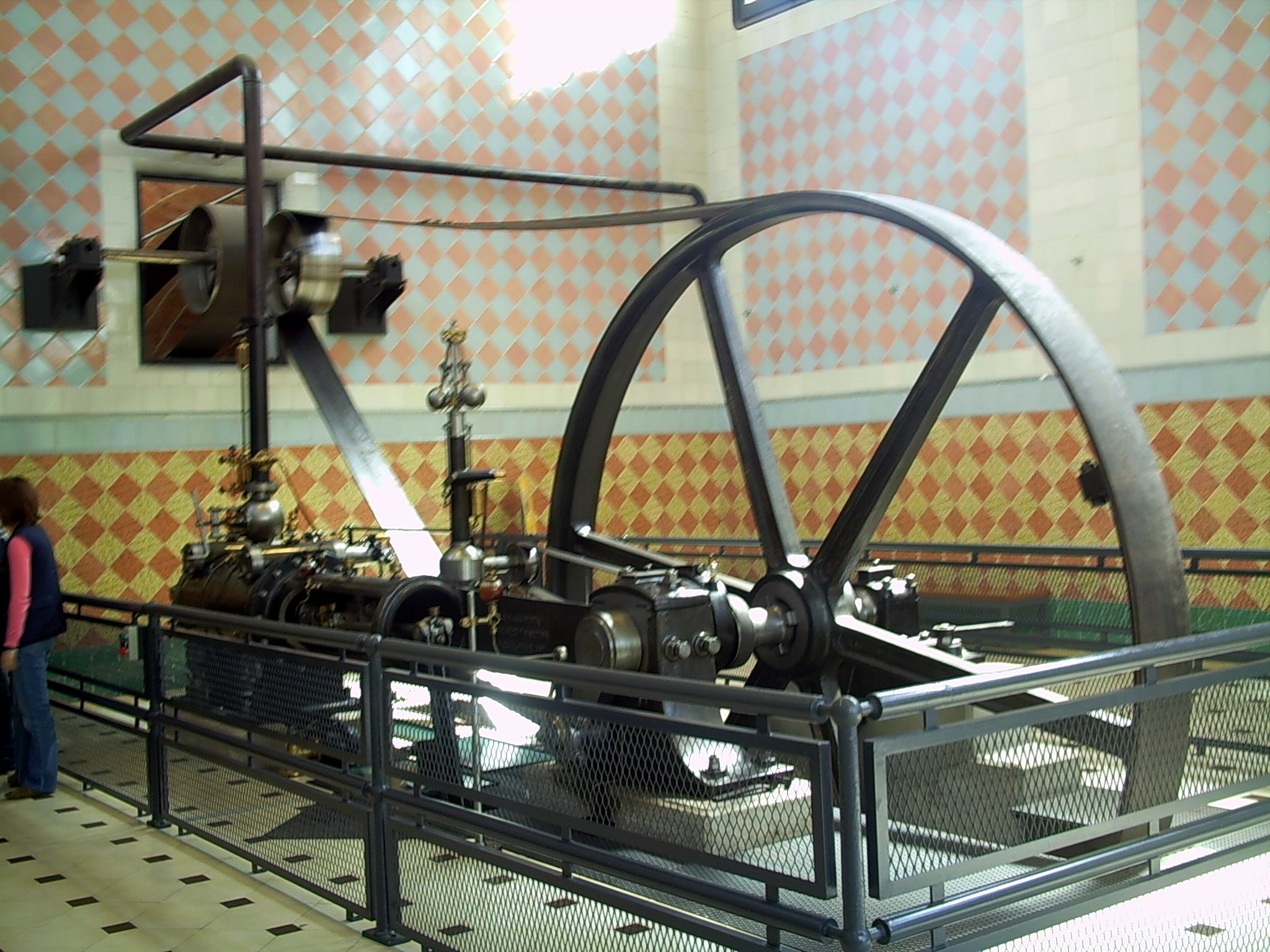
Màquina de vapor alimentada amb carbó

Les Illes Britàniques (especialment riques en carbó i on es va iniciar la revolució industrial) són el primer lloc estudiat on es detecta l'ús d'aquest combustible. Allà, en el tercer mil·lenni aC s'ha comprovat que era un component de pires funeràries i cap a l'any 200 aC hi ha evidències, en la mateixa zona, d'activitat comercial i de ser usat per a dessecar cereals. Sota la dominació romana hi ha mencions de l'ús esporàdic del carbó, però fins a l'edat mitjana no va adquirir importància rellevant. El primer carbó utilitzat era simplement recollit de la platja, quan es va esgotar aquesta font es va haver de passar a la mineria del carbó.
El carbó es va començar a usar massivament amb les primeres aplicacions de la màquina de vapor, tant a la indústria (a Catalunya van ser especialment importants els vapors tèxtils) com al transport, sobretot a trens i vaixells. Al segle xx, quan va esdevenir prou car, hom va començar a preferir els combustibles líquids (derivats del petroli) per al transport, i a partir de la meitat del segle l'ús de gas natural va anar augmentant a favor del petroli i del carbó a la indústria i a l'obtenció d'energia. Malgrat això, encara al segle xxi s'usa el carbó per a l'obtenció de calor i d'electricitat a calderes industrials i centrals tèrmiques. Actualment els principals problemes que presenta són la contaminació i la sostenibilitat, ja que és un recurs natural en vies d'esgotament.

## Ús

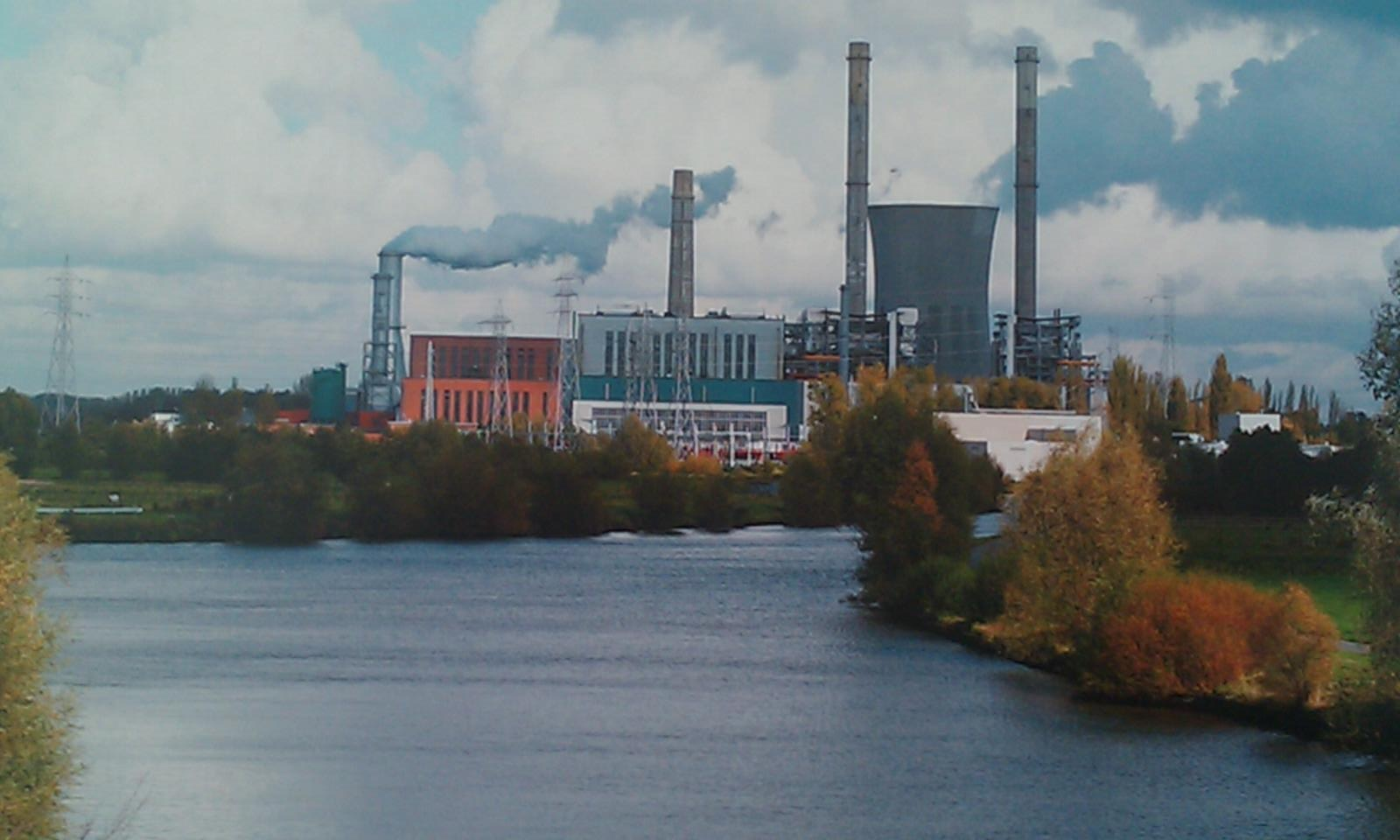
Central elèctrica per combustió de carbó a Ruien, Bèlgica

El carbó s'utilitza majoritàriament com a font primària de calor en calderes industrials i per a l'obtenció d'electricitat a les cambres de combustió de carbó (de llit fix o de llit fluid) de les centrals termoelèctriques, mitjançant la generació de vapor d'aigua per la calor alliberada, que al seu torn impulsa les turbines de vapor. És, doncs, principalment un combustible, que es pot classificar dintre dels combustibles fòssils. El 75% del carbó mundial s'utilitza per a produir electricitat, però l'eficiència energètica global de les centrals de carbó no és gaire elevada, al voltant d'un 25%-27%. També té altres usos més minoritaris, entre els quals es troben, per exemple, els forns de ciment i l'elaboració de carbó de coc a partir de l'hulla per a produir acer.
A la Gran Bretanya, la mineria del carbó es va desenvolupar des de principis del segle xviii i es va convertir en una base essencial per a la industrialització que hi va començar. A partir del segle xix, el carbó també s'utilitzava per a la producció de gas de ciutat, que s'utilitzava per a l'enllumenat públic, la cuina i la calefacció. A les fàbriques de gas, el gas ciutat s'obtenia del carbó per destil·lació en sec; el coc era un subproducte. Al segle xx, el gas ciutat va ser substituït en gran part pel gas natural.
La indústria global del carbó, amb un gran impacte en el canvi climàtic ha sofert durant la pandèmia de COVID-19, amb el desplom de la demanda d´electricitat, fent que el primer en ser retallat va ser l'ús del carbó forçant el tancament de moltes plantes, confirmant que gastar en energia renovable és una inversió més segura.
L'any 2003, el 24,4% de l'energia primària i el 40,1% de l'energia elèctrica a tot el món es van generar mitjançant l'ús industrial del carbó com a combustible. A Espanya un 15% de l'electricitat es generava amb centrals tèrmiques de carbó el 2018, però el 2020, quan van quedar clausurades set de les tretze centrals tèrmiques de carbó que quedaven a Espanya, ja només l'1,4%, i la resta de centrals tenen programada el tancament fins al 2026. A Andorra hi ha una d'aquestes centrals, que funciona amb carbó importat.
Dues tecnologies amb grans perspectives de futur són la gasificació i la liquació del carbó. La primera és més antiga, s'usava ja al segle xviii per a obtenir el que aleshores s'anomenava gas d'aigua i actualment té l'interès de produir combustibles gasosos dits de síntesi (gas natural sintètic o GNS, hidrogen, etc.), que pretenen ser més fàcils d'emmagatzemar i de transportar, a més de més respectuosos amb el medi ambient, que el carbó sòlid. La liquació del carbó es va començar a fer a Alemanya durant la Segona Guerra Mundial, per a no dependre dels altres països per al petroli i els seus derivats, ja que no tenien jaciments petroliers però sí mines de carbó. A mesura que el petroli s'esgota al món, aquesta tècnica, directa o indirecta, es fa cada dia més avantatjosa, i a més permet produir combustibles menys contaminants i dissenyats perquè siguin més aptes per a l'ús en l'automoció. El combustible líquid obtingut per la liquació de carbó té el doble de potència calorífica que el carbó usat per a fer-lo.

## Medi ambient

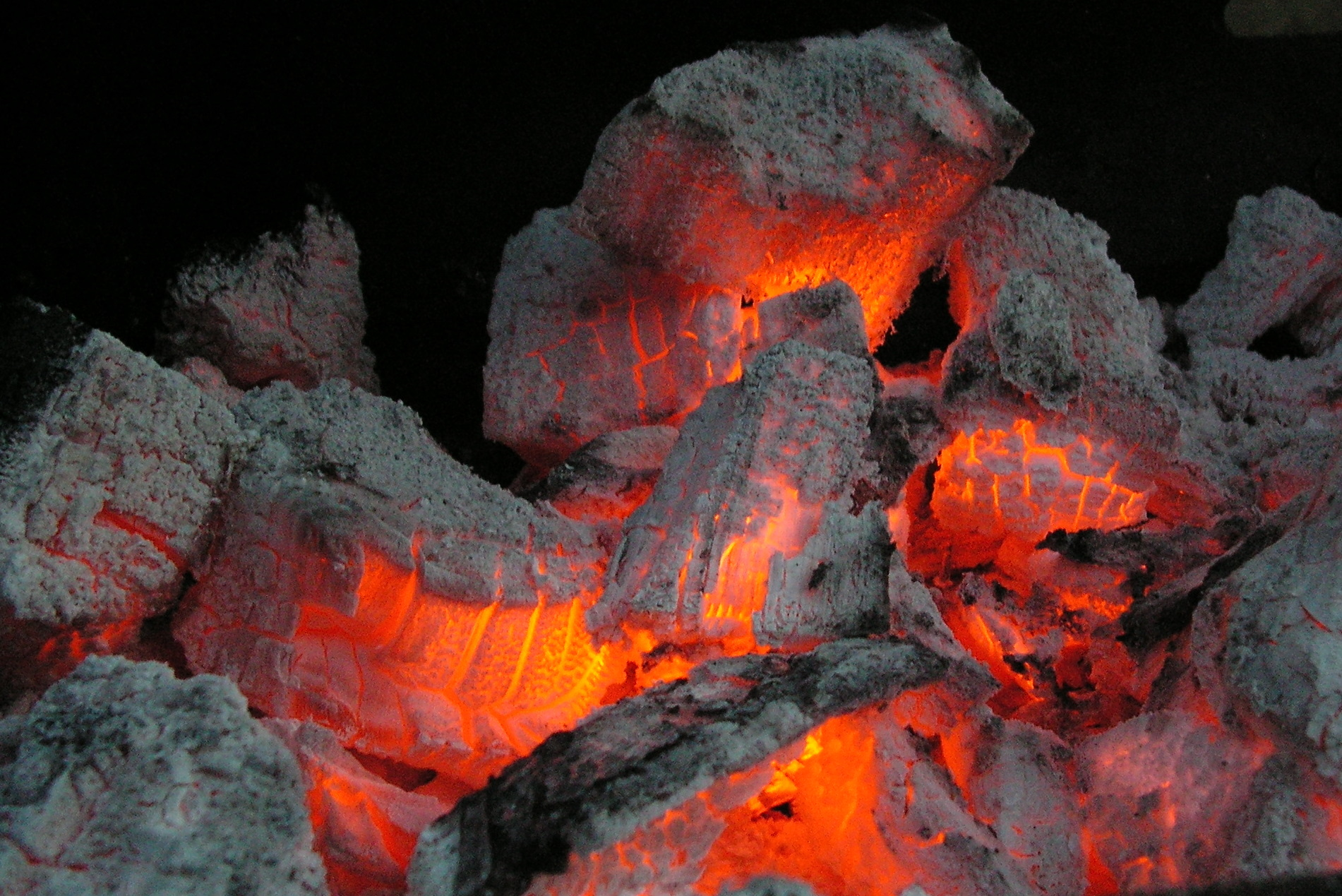
Combustió del carbó

Com altres combustibles fòssils, el carbó, en cremar, emet sobretot a l'aire diòxid de carboni (CO₂), un contaminant atmosfèric que es considera el principal gas amb efecte d'hivernacle, i per tant, un dels causants del canvi climàtic. A més, a la seva extracció en fa augmentar el radó radioactiu de l'aire i, segons com es faci, es pot contaminar el sòl i l'aigua per les aigües residuals no convenientment tractades. La Conferència de Canvi Climàtic de l'ONU de 2021 va establir un acord per abandonar el carbó com a combustible per mantenir viu l'objectiu de limitar l'escalfament global a final del segle xxi a 1,5 graus centígrads.
Una central termoelèctrica de carbó produeix també òxids de nitrogen (NO i NO₂) i diòxid de sofre (SO₂), causants de la pluja àcida. Els òxids de nitrogen a més són tòxics. El diòxid de sofre es pot reduir considerablement per mitjà de la dessulfuració dels gasos a la xemeneia amb calcària (CaCO₃), però aleshores es produeixen importants residus de guix i més diòxid de carboni. Aquest procés no se sol fer si no és obligat per llei, a causa del seu elevat cost econòmic. El guix, cendres i altres partícules sòlides emeses a l'atmosfera es poden reduir amb filtres. La central també fa augmentar les sèries naturals de radioactius atmosfèrics, principalment els de la família del radó. A Espanya el problema es veu agreujat pel fet que el carbó utilitzat és de baixa qualitat, cosa que fa que el contingut de sofre i de cendres sigui especialment elevat.

Mina de carbó a cel obert a Garzweiler, Alemanya. Panorama d'alta resolució.

### Dessulfuració

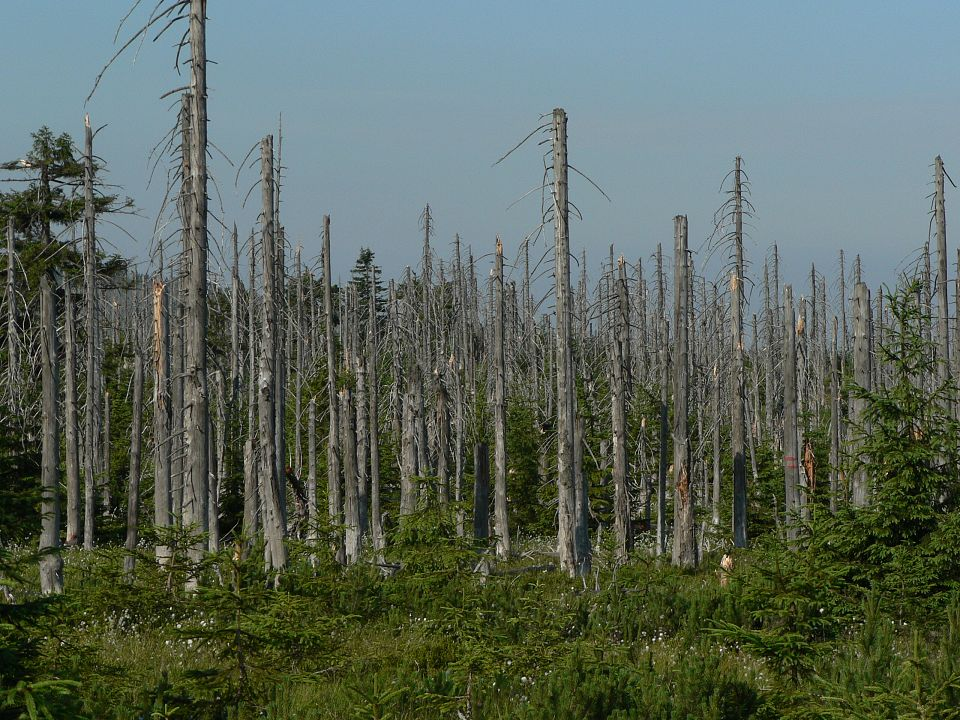
Les emissions de sofre a l'atmosfera són causa de la pluja àcida.

Els majors problemes ambientals de l'ús del carbó són les emissions de diòxid de carboni i les de sofre. Actualment es fan servir diverses tècniques de dessulfuració (disminució del diòxid de sofre) dels gasos de combustió del carbó, que es poden classificar en dos grans tipus, la dessulfuració per via humida i la dessulfuració per via seca.
La dessulfuració per via humida pot ser amb calcària sense recuperació; amb obtenció de guix, a la qual es produeix una oxidació forçada del sulfit de calci per a obtenir-lo; o amb recuperació del sofre (àcid sulfúric), que usa carbonat de sodi i no calcària.
La dessulfuració per via seca es pot fer mitjançant l'absorció en sec del sofre per polvorització de carbonat de sodi o bé amb calcària, després es recull en filtres de mànigues i finalment cal extreure'n les cendres volants que també s'hi dipositen perquè siguin tractades en abocadors específics controlats. Una altra manera és el tractament amb amoníac, que reacciona amb el diòxid de sofre i produeix així sulfat d'amoni, que es pot utilitzat com a fertilitzant. Cal tenir en compte que aquest darrer mètode evita la contaminació de l'aire per sofre però l'ús del fertilitzant obtingut contamina el sòl, les aigües dolces i, via aquestes, el mar.

### Legislació
A la Unió Europea del 24 de novembre de 1988 establia uns límits màxims d'emissions atmosfèriques dels contaminants (NOx, SO₂, partícules) generats per les instal·lacions de combustió, segons el tipus de carbó utilitzat (la Unió entén que un carbó dolent, amb poc poder calorífic, pot emetre més contaminants, perquè el rendiment econòmic no sigui excessivament baix, o que no aporti beneficis econòmics) i segons la potència tèrmica de la central. Va ser abrogada el 2002. L'abril del 1991 la directiva europea va ser adaptada a l'Estat Espanyol. Proposa uns índexs mínims de dessulfuració que han de complir obligatòriament les calderes que usen carbó barrejat amb altres combustibles i les centrals tèrmiques de carbó, i fa la diferència entre les que funcionen amb carbó espanyol de les que ho fan amb carbó importat. Les normes van ser actualitzades el 2004.

## Tradicions i cultura popular

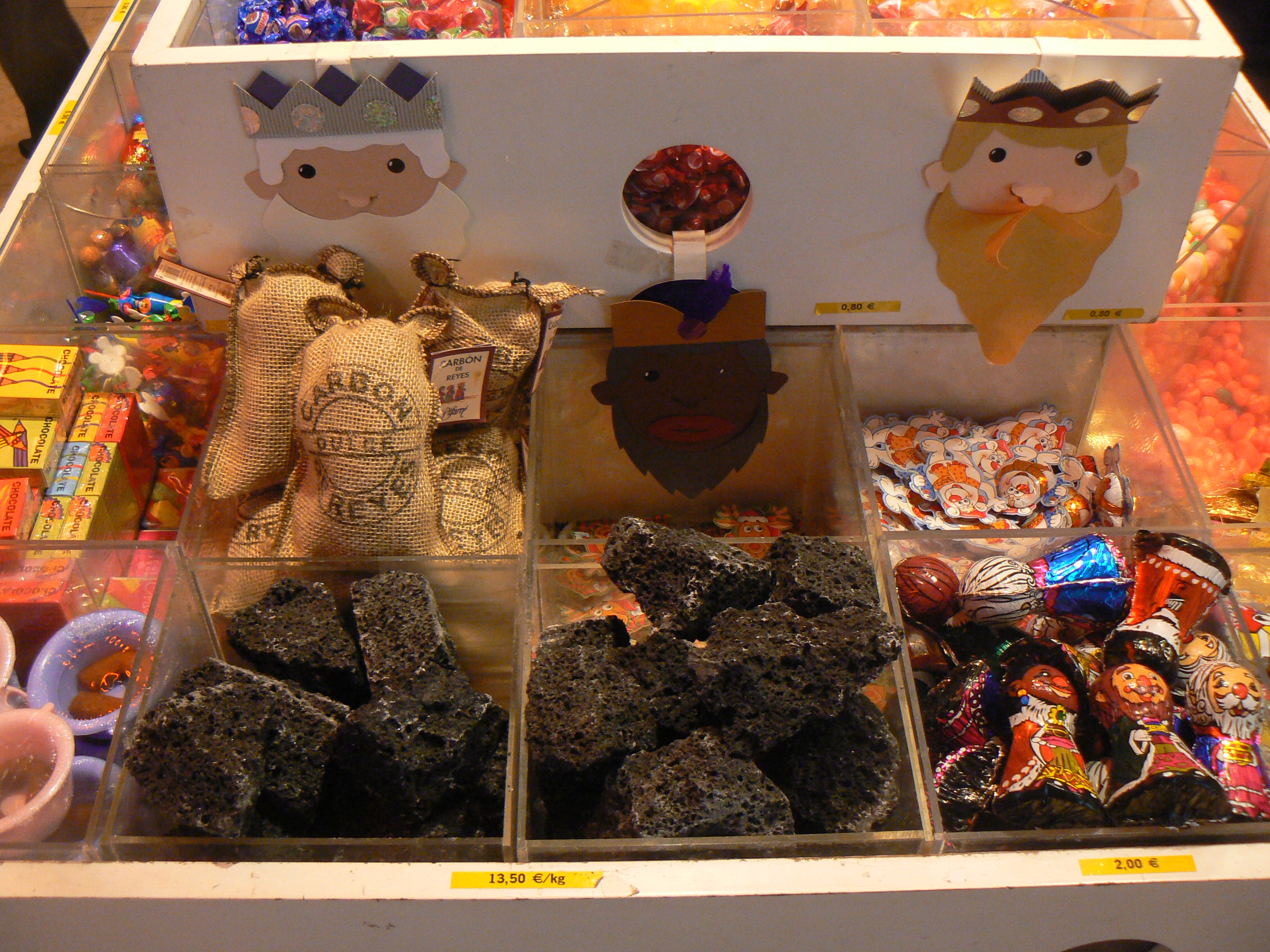
Carbó dels Reis

Per Nadal es diu que els Reis Mags porten carbó als infants que s'han comportat malament. Actualment el carbó dels Reis està fet amb sucre i es menja com a llaminadura, també amb un alt poder energètic.